# Анушкевичус Віктор Андрюсович
Ві́ктор Андрю́сович Анушке́вичус (нар. 15 листопада 1962, Воркута, Комі АРСР) — український політичний діяч, міський голова Івано-Франківська з 26 березня 2006 року, вдруге переобраний в грудні 2010-го. Голова Івано-франківської обласної федерації футболу.

## Біографія
Народився у змішаній українсько-литовській родині у м. Воркута, Республіка Комі, Росія на місці заслання батька — литовця з-під Каунаса. Після закінчення терміну заслання батька, сім'я перебралася на батьківщину матері — до м. Шепетівка, Хмельницької області. Після закінчення середньої школи та технічного училища в Шепетівці працював фрезерувальником. Пізніше, у 1986 році закінчив Вінницький політехнічний інститут. Після служби в армії у 1988 р. переїхав на помешкання до Івано-Франківська. У 1988-1997 роках працював інженером-конструктором на місцевому лісокомбінаті. 1991 року створив приватний кооператив «Рітас».
2002 року був вперше обраний до міської ради Івано-Франківська, де приєднався до виборчого блоку «Наша Україна». З часом, став головою контрольної комісії міськради з приватизації та оренди комунального майна. У 2005 році став головою обласної організації Української народної партії. Під час виборів мера у 2006 році отримав 50 % голосів і став міським головою Івано-Франківська. У 2007 році під час святкування 345-річчя заснування міста Івано-Франківська Надзвичайний та Повноважний Посол Литовської Республіки в Україні Альгірдас Кумжа нагородив міського голову Віктора Анушкевичуса державною нагородою Литви «Орденом Лицаря» за сприяння у розвитку міждержавних зв'язків між двома країнами. У 2010 році завершив Національну академію державного управління при Президентові України за спеціальністю управління суспільним розвитком, магістр управління суспільним розвитком. Вдруге переобраний на цій посаді в грудні 2010-го, балотувався від Української народної партії. У 2013 році заступник міністра закордонних справ Республіки Польща Єжи Пом'яновський та Генеральний консул Республіки Польща у Львові Ярослав Дрозд вручили Віктору Анушкевичусу державну нагороду Республіки Польща Орден «За заслуги» Республіки Польща в рамках церемонії відкриття Центру польської культури та європейського діалогу в місті Івано-Франківську.

## Визнання
За результатами вимірювання Індексу публічності місцевого самоврядування, проведеного Громадянською мережею ОПОРА, Віктора Анушкевичуса визнано найпублічнішим міським головою в Україні.

## Участь у документалістиці
У 2012 - 2013 роках Студія документального кіно Мирослава Бойчука спільно з Громадським Інтернетбаченням Прикарпаття «ФранківськТБ» та істориками Романом Чорненьким та Петром Гаврилишиним започатковує документальний цикл «Франкове Прикарпаття». Ведучим фільму виступив мер міста Івано-Франківська Віктор Анушкевичус. 10 травня 2013 року в рамках відзначення 351 річниці міста Івано-Франківська в “Гранд-кафе театру-кіно «Люм’єр» було презентовано перші дві серії цього серіалу: “Скільки Франкового у Франківську?” та “Три кохання Франка у Станіславові”.